# Società collegata
In finanza aziendale una società cosiddetta collegata (anche chiamata semplicemente collegata) è una società le cui azioni o quote sono possedute in quantità significativa da un'altra società ma non sono sufficienti per esercitare un'influenza dominante sull'amministrazione (se sono sufficienti per esercitare un'influenza dominante sull'amministrazione, la società è detta "società controllata").
In caso di società collegata, il soggetto economico non consolida il bilancio d'esercizio della collegata (in caso di società controllata il relativo bilancio d'esercizio viene invece consolidato con quello del controllore).
Il valore di una società collegata è riportato nello stato patrimoniale come un bene e i  dividendi derivanti dalla proprietà sono riportati nel conto economico. In Europa gli investimenti nelle aziende del socio sono denominati attività finanziarie fisse.

## Diritto italiano
Nel diritto italiano l'espressione "società collegata" assume la seguente particolare connotazione:
(art. 2359 del Codice civile, terzo comma)